# Gelsenkirchen
Gelsenkirchen je grad njemačke savezne države Sjeverna Rajna-Vestfalija. Nalazi se u sjevernom dijelu Rurske oblasti. Ukupan broj stanovnika je oko 274.926, po podacima od 31. prosinca 2002. godine.
Prvi dokumentirani podaci u kojima se spominje Gelsenkirchen datiraju iz 1150. godine. Kao malo selo spominje se u 19. stoljeću, kada je cijelu regiju zahvatila Industrijska revolucija. 1840. godine, kada se počelo s eksploatacijom ugljena u obližnjem rudniku, 6000 stanovnika je živjelo u Gelsenkirchenu. Godine 1900.  broj stanovnika je porastao na 138.000.
Početkom 20.stoljeća, Gelsenkirchen je bio najznačajniji industrijski grad po iskopavanju ugljena u Europi. Nazivan je "Gradom tisuću vatri" (Stadt der 1000 Feuer), zbog dimova koji su zamračivali grad. 1928. godine Gelsenkirchen se spojio sa susjednim gradovima - Buerom i Horstom. Grad je od tada nosio ime Gelsenkirchen-Buer. Tako je bilo sve do 1930. godine kada je grad vratio svoj prvobitni naziv - Gelsenkirchen. Tijekom nacističke ere Gelsenkirchen je ponovo postao centar proizvodnje ugljena i rafinerije nafte, pa je zbog toga često bombardiran od saveznika u Drugom svjetskom ratu. Danas u Gelsenkirchenu nema više ugljenokopa. To je grad koji stalno pokušava promijeniti svoj izgled. U gradu je desetljećima bila najveća nezaposlenost u Njemačkoj. Danas se u gradu nalazi najveća solarna elektrana. U Gelsenkirchen-Scholvenu se nalazi termoelektrana na ugljen s najvećim dimnjakom u Njemačkoj (čak 302 metra).
U Gelsenkirchenu je smješten bundesligaški nogometni klub Schalke 04. Stadion Schalkea, Veltins-Arena, okarakteriziran je kao najinovativniji stadion sagrađen posljednjih godina. Na njemu je odigrano nekoliko utakmica SP-a u nogometu 2006.

## Povijest

### Staro i srednjovjekovno doba
Premda se današnji dio grada, koji se zove Buer, prvi put spominje u spisu zvanom Buira Heriberta Prvog 1003. godine, na ovom području su ljudi lovili na brdu sjeverno od Emschera još prije Brončanog doba, dakle prije 1000. godine pr. Kr. Tada ljudi nisu živjeli u kućama kakve se danas viđaju, nego na malim radilištima koja su se nalazila neposredno jedna pored drugih, zaviseći jedno od drugog. Kasnije, Rimljani dolaze na ove prostore, a oko 700. godine, naselili su ga Saksonci. Nekoliko dijelova grada koji se danas nalaze u sjevernom Gelsenkirchen, spominju se u dokumentima ranog Srednjeg vijeka. Neki od primjera su: Raedese (danas Rese (Resse), Middelvic, Middelich, (danas dio Resea), Sutheim, Sutum; danas dio Beckhausen i Sculven (danas (Scholven)).

## Industrijalizacija
Sve do sredine 19. stoljeća, područje i okolina Gelsenkirchena je bila jako slabo naseljena, a stanovništvo se isključivo bavilo agrarnom kulturom. 1815. godine, poslije privremene vlasti Velikog Vojvodstva Berg, Gelsenkirchen je pripao Prusiji, odnosno pruskoj provinciji Vestfalija. Gelsenkirchen (ne uključujući današnja sjeverna naselja, među kojima je i Buer) pripao je amt-u Wattenscheid u distriktu Bochum (vladin distrikt Arnsberg). Buer, koji je bio amt s vlastitim pravima, je s obližnjim Horstom postao dio distrikta Recklinghausen u vladinom distriktu Münster. Ovako je bilo do 1928. godine.
Poslije pronalaska ugljena u Rurskoj oblasti 1840. godine (što je izazvalo industrijalizaciju) i izgradnju željezničke pruge Köln-Minden), Gelsenkirchen je dobio svoju željezničku stanicu. 1868. godine Gelsenkirchen postaje sjedište amt-a u okviru bochumskog distrikta kog su činili Gelsenkirchen, Braubauerschaft (od 1900. Bismarck), Schalke, Heßler, Bulmke i Hüllen.
Friedrich Grillo je osnovao korporaciju kemijske industrije (Aktiengesellschaft für Chemische Industrie) u Schalkeu 1872. godine, a kasnije i poduzeće Schalker Gruben- und Hüttenverein. Godinu dana kasnije osnovao je tvornicu stakla i zrcala (Glas- und Spiegel-Manufaktur AG), opet u Schalkeu. Nakon što je postao značajano sjedište teške industrije, Gelsenkirchen je 1875. prerastao u grad.

## Gelsenkirchen prerasta u grad
1885. godine, nakon što se bochumski distrikt razdvojio, Gelsenkirchen je postao sjedište vlastitog distrikta (Kreis-a) koji je trajao do 1926. godine. Gradovi Gelsenkirchen i Wattenscheid, kao i Ämteri Braubauerschaft (od 1900, Bismarck), Schalke, Ückendorf, Wanne i Wattenscheid su pripadali gelsenkirchenskom distriktu.
Nekoliko godina poslije, 1896. godine, Gelsenkirchen je odvojen od distrikta Gelsenkirchen kako bi postao nezavisan grad (kreisfreie Stadt). 189. godine, Horst se odvojio od amt-a Buer, koji je također prerastao u grad 1911. godine, a u nezavisan godinu dana kasnije. U međuvremenu, Horst postaje sjedište vlastitog amta. 1924. godine, ruralna zajednica Rotthausen, koja je do tada pripadala distriktu Essen, postaje dio distrikta Gelsenkirchen.
1. travnja 1928. godine, u vrijeme pruske reforme lokalnih samouprava, gradovi Gelsenkirchen i Buer zajedno s amtom Horst transformiraju se u nezavisan grad nazvan Gelsenkirchen-Buer. Od tada, cijelo područje grada pripada distriktu Münster. 21. svibnja 1930. godine, na prijedlog lokalnih vlasti, grad mijenja ime u Gelsenkirchen. U to vrijeme, grad je imao 340.000 stanovnika.

## Gelsenkirchen za vrijeme Trećeg Reicha
Za vrijeme dok su nacisti vladali Njemačkom, Gelsenkirchen, nalazivši se u središtu Rurske oblasti, bio je centar ratne industrije. Ni u jedno drugo vrijeme gelsenkirchenska industrija nije imala veću proizvodnju. Ovo je s jedne strane, poslije masovnih otkaza dvadesetih godina, napravilo mnogo novih radnih mjesta u teškoj industriji. S druge strane, grad je prirodno postao meta bombardiranja saveznika u Drugom svjetskom ratu, koja su uništila tri četvrtine Gelsenkirchena. Čak i danas, mnoga skloništa se mogu naći u gradu. Neke od gradskih službenih zgrada kao što su Hans-Sachs-Haus u centru grada i gradska dvorana u Bueru, imaju skloništa koja se nalaze u skoro istom stanju kao i za vrijeme rata.
Dvije sinagoge u Gelsenkirchenu su uništene za vrijeme antižidovskih nereda Kristalne noći u studenom 1938. godine, dok je jedna relativno oštećena. U Bueru je također zapaljena jedna sinagoga.
Za vrijeme Hitlerove vladavine (1933-1945.), gradonačelnik je bio Carl Engelbert Böhmer, član NSDAP-a.

## Poslijeratno doba
Kada su uvedeni poštanski brojevi, Gelsenkirchen je bio jedan od prvih gradova u Zapadnoj Njemačkoj koji je dobio dva broja: Bueru je dodijeljen broj 466, dok je Gelsenkirchenu pripao 465. Ovi brojevi su bili u upotrebi do 1. srpnja 1993. Prva sveobuhvatna škola u Sjevernoj Rajni-Vestfaliji je otvorena 1969.godine. 1987. godine papa Ivan Pavao II. je održao misu pred 85.000 ljudi u gelsenkirchenskom Parkstadionu. Papa je također postao i počasni član nogometnog kluba Schalke 04.
28.travnja 2000. godine, zatvoren je Ewald-Hugo ugljenokop –- posljednji gelsenkirchenski ugljenokop. Tri tisuće ugljenokopača su izgubili svoj posao. 2003. godine, Buer je proslavio tisućugodišnjicu od svog prvog dokumentiranog spominjanja, a FK Schalke 04 je 4. svibnja 2004. proslavio stogodišnjicu od osnivanja.
Danas, Gelsenkirchen je znanstveni, uslužni i proizvođački centar s dobrom infrastrukturom.

### Razvoj stanovništva
Navedeni podaci su predpostavke, podaci s popisa ili istraživanja broja stanovnika Gelsenkirchena u prošlosti.
| Godina               | Broj stanovnika |
| -------------------- | --------------- |
| 1798.                | ca. 350         |
| 1838.                | 505             |
| 1871.                | 7.825           |
| 1875.                | 11.295          |
| 1. prosinca 1890. ¹  | 28.057          |
| 1. prosinca 1895. .¹ | 31.582          |
| 1. prosinca 1900. ¹  | 36.937          |
| 1903.                | 138.000         |
| 1. prosinca 1905. .¹ | 147.005         |
| 1. prosinca 1910. ¹  | 169.513         |
| 1914.                | 175.000         |
| 8. listopada 1919. ¹ | 168.557         |
| 16. lipnja 1925. ¹   | 208.512         |
| 1928.                | 340.077         |

| Godina              | Broj stanovnika |
| ------------------- | --------------- |
| 16. lipnja 1933. ¹  | 332.545         |
| 17. svibnja 1939. ¹ | 317.568         |
| 1945.               | 160.000         |
| 13. rujna 1950. ¹   | 315.460         |
| 1959.               | 391,745         |
| 6. lipnja 1961. ¹   | 382.689         |
| 31. prosinca 1970.  | 347.100         |
| 30. lipnja 1975.    | 325.400         |
| 30. lipnja 1980.    | 305.600         |
| 30. lipnja 1985.    | 286.500         |
| 1. siječnja 1989.   | 287.255         |
| 30. lipnja 1997.    | 287.800         |
| 31. prosinca 2003.  | 272.445         |
| 31. prosinca 2004.  | 270.107         |

¹ Podaci s popisa

## Gospodarstvo i infrastruktura
Gelsenkirchen pokušava sebe predstaviti centrom solarne tehnologije. Shell Solar Deutschland GmbH proizvodi solarne ćelije u Rotthausenu. Scheuten Solar Technology također proizvodi proizvode bazirane na ovoj tehnologiji. Prema istraživanjima Bertelsmann fonadacije, Gelsenkirchen je, poslije  Leipziga, Karlsruhea i Bremena, njemački najprijateljski poslovni grad.

### Promet
Gelsenkirchenleži na saveznim autoputevima A 2, A 40, A 42 i A 52, kao i na saveznim putevima 224, B 226 i B 227. Gelsenkirchenska glavna željeznička stanica se nalazi na križanjima linija Oberhausen – Gelsenkirchen – Herne – Dortmund i Essen – Gelsenkirchen-Recklinghausen – Münster.
Vodenim putem, do Gelsenkirchena se može doći preko kanala Rajna-Herne, gdje se nalazi privredno-trgovačka luka. Kroz luku godišnje prođe 2.000.000 tona robe, s površinom vode od oko 120 hektara. To je jedna od najvećih i najznačajnih njemačkih kanalskih luka. Povezana je sa željezničkim sustavom "Deutsche Bahn".
Lokalni prijevoz Gelsenkirchena je oslonjen na tramvajski i autobuski promet kojim rukovodi Bochum-Gelsenkirchener Straßenbahn AG (BOGESTRA). Vestische Straßenbahnen GmbH rukovodi samo autobusnim prometom u sjevernom dijelu grada, iako ime poduzeća ukazuje da se radi i o tramvajskom. U gradu postoji i laki metro sustav, više poznat kao Gradski vlak (Stadtbahn). Postoje tri tramvajske linije, jedna gradskog vlaka i oko 50 autobusnih.

### Mediji
Gelsenkirchen je sjedište udruge lokalnih radija Sjeverne Rajne-Vestfalije (Verband Lokaler Rundfunk in Nordrhein-Westfalen e.V. (VLR)). REL (Radio Emscher-Lippe) se također nalazi u Gelsenkirchenu.
Pored svih novina Buersche Zeitung su dnevne. Dortmunske novine Ruhr-Nachrichten ima lokalnu rubriku. Također, novine Westdeutsche Allgemeine Zeitung i lokalna radio stanica REL izvještavaju o događanjima na lokalnoj razini.
Tu su i besplatne nedjeljne novine Stadtspiegel Gelsenkirchen.

## Zanimljivosti
U gradu se događaju značajne promjene u prometnoj infrastrukturi uoči SP u nogometu.
Elektrana Westerholt ima najviši dimnjak u Njemačkoj (337 metara).

## Obrazovanje
Gelsenkirchen ima 51 osnovnu školu (36 "državnu" školu, 12 katoličkih, 3 evangelističke), 8 glavnih, 6 realnih, 7 gimnazija i 4 opće, od kojih je Opća škola Bismarck jedina opća škola kojom upravlja vestfalski ogranak Evangelističke crkve.
Gradska knjižnica s ograncima u Horstu, Bueru i Erlu ima više od 100.000 knjiga, filmova i CD-a.

## Gradovi prijatelji
- Newcastle upon Tyne (Velika Britanija)
- Zenica (Bosna i Hercegovina)
- Šahti (Шахты) (Rusija)
- Olsztyn (Poljska)
- Cottbus (Brandenburg, Njemačka)
- Büyükçekmece (Naselje u Istanbulu) (Turska)

## Vanjske poveznice
|  | Zajednički poslužitelj ima još gradiva o temi Gelsenkirchen |

- http://www.gelsenkirchen.de